# Nota (fiume)
Il Nota (in russo Нота?; in finlandese Nuortti o Nuorttijoki) è un fiume della Finlandia (Lapponia) e della Russia europea (oblast' di Murmansk).

## Descrizione
Il fiume inizia al confine del parco naturale Värriö vicino a Nuorttitunturi sul confine russo-finlandese, poi attraversa il confine a sud del monte Korvatunturi (dove, secondo le credenze locali, vive Joulupukki, il Babbo Natale finlandese). Sul versante finlandese il Nuortti appartiene principalmente al parco nazionale Urho Kekkonen. 
In Russia scorre in direzione nord-orientale e sfocia nel bacino idrico di Verchnetulomskij. Prima della formazione dell'invaso confluiva nel Notozero; il precedente corso inferiore del Nota si è ora notevolmente ampliato e costituisce di fatto una lunga baia del bacino, che si dirama anche verso sud-ovest. Il fiume è prevalentemente pianeggiante, con alcune rapide, la corrente è veloce. A 12 km dalla foce ha una portata di 89,4 m³/s. Ha una lunghezza di 171 km, l'area del bacino è di 8060 km². A novembre il fiume ghiaccia. Lo spessore del ghiaccio è massimo verso la fine di marzo – inizio aprile, il disgelo inizia a maggio. Nel suo bacino, ricoperto prevalentemente da pinete, sono presenti 527 laghi per una superficie totale di 97,3 km².
Il fiume attira gli appassionati di pesca perché è ricco di trote, temoli, salmoni e coregoni. Non ci sono grandi insediamenti sul fiume.